# Громовская улица (Санкт-Петербург)
Гро́мовская улица — улица в Удельной, в Выборгском районе Санкт-Петербурга. Проходит от Ярославского до Костромского проспекта.

## История
Дата появления улицы неизвестна. В источниках название Громовский переулок появилось в 1887 году. Переименована в Громовскую улицу в 1917 году. Название было упразднено 15 мая 1965 года, восстановлено 7 июля 1999 года.

## Происхождение названия
Название улице досталось от фамилии владельца здешней дачи Громовского приюта Святого Сергия, благотворителя Василия Федуловича Громова. Приют располагался рядом с Выборгским шоссе.

## Расположение
Громовская улица расположена между Ярославским и Костромским проспектами, и имеет с ними пересечения.

Длина улицы составляет 135 метров.

## Здания и сооружения
По Громовской улице в настоящее время не зарегистрировано ни одного дома.

Однако на Громовскую улицу выходят дома:
- Ярославский проспект, 78 (23-этажный жилой дом)
- Костромской проспект, 71 (9-этажный кирпично-монолитный жилой дом)
- Поклонногорская улица, 16

## Транспорт
По Громовской улице транспортного сообщения и остановок наземного городского транспорта нет.

Ближайшие остановки автобуса (маршрута № 38):
- «Поклонногорская улица» (в сторону Озерков) и «Удельный проспект» (в сторону м. «Удельная») — на перекрёстке Громовской улицы с Костромским проспектом.
- «Большая Озёрная улица» (в сторону Озерков) и «Поклонногорская улица» (в сторону м. «Удельная») — на Большой Озёрной улице (примерно в 200 метрах от перекрёстка Громовской улицы с Ярославским проспектом).

## Пересечения
- Ярославский проспект
- Костромской проспект